# Vincenc Vingler
Vincenc Vingler, właśc. František Josef Karel, imię Vincenc przyjął w 1944 jako pseudonim (ur. 30 kwietnia 1911 w Pradze, zm. 14 sierpnia 1981 w Chyškach koło Milevska) – czeski rzeźbiarz, ceramik i designer.

## Życiorys
Urodził się w Pradze, w latach 1927–1933 studiował na Wyższej Szkole Rzemiosła Artystycznego w Pradze (cz. Vysoká škola uměleckoprůmyslová v Praze – VŠUP) u profesorów Jana Laudy, Heleny Johnovej i Karela Štipla. Po ukończeniu studiów w latach 1933–1938 dużo podróżował, odwiedził między innymi Austrię i Niemcy, następnie przebywał we Francji i Szwajcarii. Podróżował także po Węgrzech, Włoszech, Jugosławii, Bułgarii, Rumunii, Grecji, Turcji i Egipcie. W latach 1940–1945 pracował jako scenograf w Teatrze Unitarie, w Praskim Teatrze dla Młodzieży Míli Mellanovej, jako szef działu scenograficznego w teatrze v Kladnie, a także krótko współpracował z Teatrem Horáckim w Igławie. Od 1946 do 1969 roku odbył wyjazdy naukowe do Szwecji, Danii, Francji, Holandii, Belgii, Włoch, Wielkiej Brytanii, Chin, ZSRR, Stanów Zjednoczonych i Indonezji. W roku 1974 przebywał w Hiszpanii. Był członkiem Związku Artystów Plastyków, a od roku 1947 członkiem Klubu Artystów. Od roku 1949 był projektantem Czechosłowackich Zakładów Ceramicznych. W latach 50. kilkukrotnie reprezentował Czechosłowację na wydarzeniach takich jak Triennale w Mediolanie w roku 1954, a w roku 1956 na Biennale w Wenecji i w São Paulo. Wziął udział w Wystawie Światowej w Brukseli w 1958 wystawiając kilka swoich dzieł w Czechosłowackim Pawilonie (Czapla w atrium, Pelikan na tarasie restauracji).
Vincenc Vingler był rzeźbiarzem zajmującym się niemal wyłącznie tematyką zwierząt, postaci ludzkie w jego dziełach pojawiają się tylko w drodze wyjątku, w większości w kontakcie ze zwierzętami.

## Wybrane dzieła
- Bawół (Buvol)[5] (1948)
- Pelikany (Pelikáni) (1950)
- Husycki jeździec (Husitský jezdec)[5] (1952)
- Czarny Łabędź (Černá labuť) (1956)
- Koń Przewalskiego (Kůň Převalského) (1966)
- Umierający koń (Umírající kůň)[6] (1970)
- Byk z korridy (Býk z corridy) (1977)

Monumentalne rzeźby stojące na wolnym powietrzu znajdują się na przykład w Ogrodzie Zoologicznym w Pradze, w Arboretum Nový Dvůr w powiecie opawskim, na zamku Hluboká nad Vltavou czy na terenie szpitala Na Bulovce w Pradze.

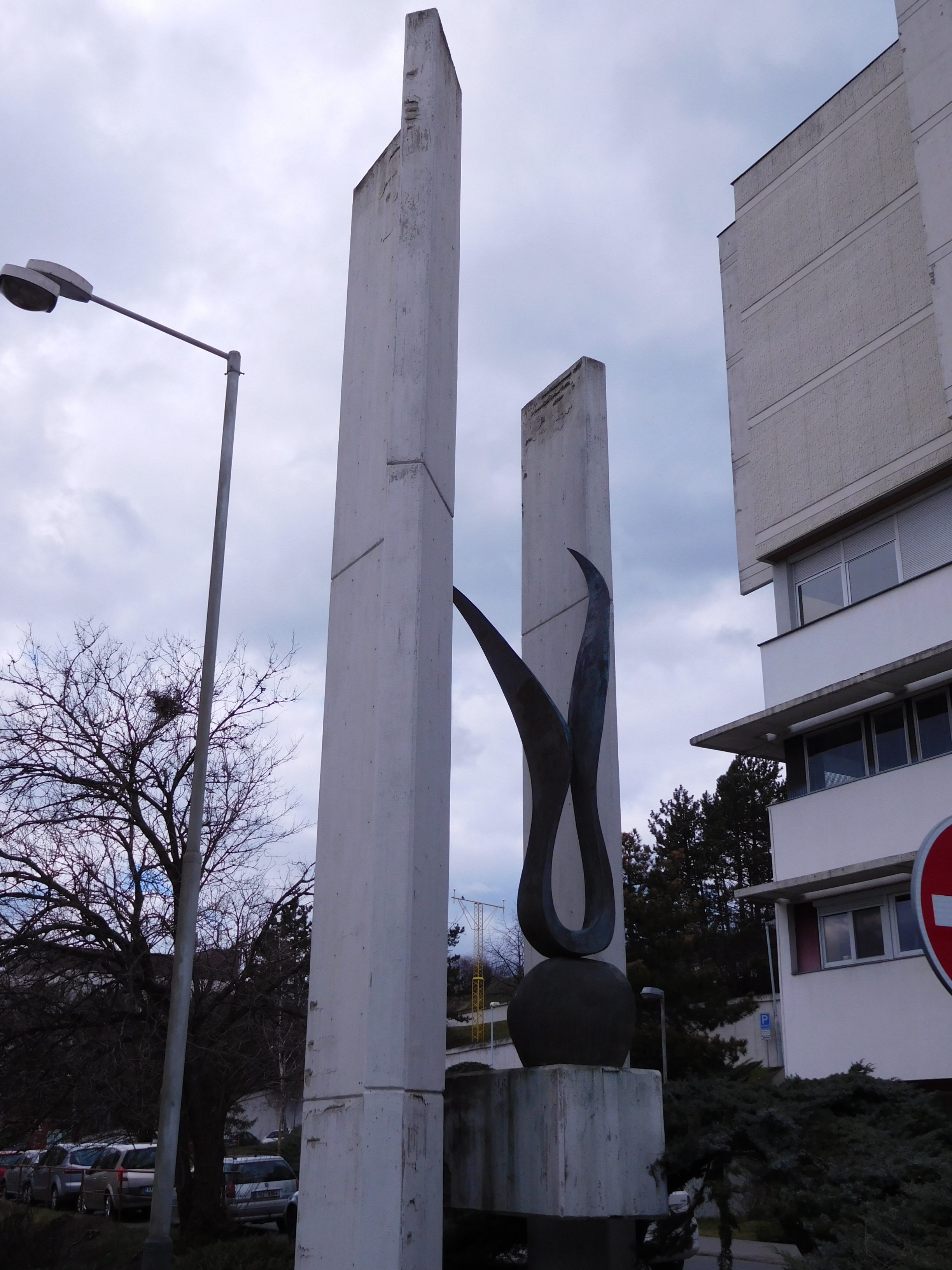
Płomień życia, szpital Na Bulovce, Praga (1978)

## Udział w wystawach
- Galeria Narodowa w Pradze
- Galeria miasta stołecznego Pragi
- Galeria Środkowoczeska
- GASK – Galeria kraju środkowoczeskiego
- Galeria Morawska w Pradze
- Muzeum ceramiki w Faenzy (Włochy)
- Muzeum miasta Coventry (Wielka Brytania)
- Regionalna Galeria Sztuki Pięknej w Zlinie
- Galeria Okręgowa w Libercu
- Galeria Sztuki Pięknej w Ostrawie
- Galeria Sztuki Pięknej w Karlowych Warach
- Galeria Sztuki Pięknejí w Roudnicy nad Labem
- Muzeum Sztuki w Ołomuńcu
- Południowoczeska Galeria Aleša w Hlubokiej nad Vltavou
- Galeria Horacka w Nowym Mieście na Morawach

i inne

## Wybór autorskich wystaw

### Za życia autora
- 1944 – Ars, Praga
- 1946 – Sztokholm i Göteborg
- 1947 – Galeria Sztuki, Zlin
- 1950–1951 – Rzeźby i rysunki, Sala Aleša Klubu Artystów, Praga
- 1953 – Rzeźby i rysunki zwierząt, Galeria Książki, Praga
- 1956 – Budapeszt
- 1957 – Rysunki i rzeźby z chińskimi motywami, Praga (ze Zdeňkem Seydlem)
- 1960 – Czechosłowacka kultura, Berlin
- 1963 – Rzeźby i rysunki zwierząt, Galeria Václava Špály, Praga
- 1964 – Posągi 44/64, Regionalne Muzeum Wiedzy o Kraju, Ołomuniec
- 1965 – Wybór twórczości rzeźbiarskiej, Dom Sztuki Ostrava, Ostrawa
  - Herbert Art Gallery and Museum, Coventry
  - Posągi 1944–1964, Dom Podiebradowiczów Brno (Dům pánů z Kunštátu Brno), Brno
- 1967 – Cowie Gallery, Los Angeles (Stany Zjednoczone)
  - Rzeźby i rysunki, Galeria Sztuki Karlowe Wary, Karlowe Wary
- 1968 – Plastiken und Zeichnungen, Zoologischer Garten Berlin, Berlin
- 1969 – Amsterdam (Holandia)
- 1971 – Wybór dzieł 1940-1970, Mánes, Praga
- 1973 – Berlin Zachodni
- 1976 – Rzeźby i rysunki. Wybór dzieł 1945–1975, Galeria Sztuki Pięknej w Chebie, Cheb
  - Rzeźby i rysunki, Galeria Zlatá lilie, Praga
- 1977 – Rzeźby i rysunki 1972–1977, Galeria Nová síň, Praga
- 1979 – Drewno i rzeźba, Galeria Środkowoczeska, Mała sala wystawowa, Praga

### Pośmiertne

#### wystawy autorskie
- 1981 – Drobna rzeźba, rysunki grafika, Regionalne Muzeum Wiedzy o Kraju, Ołomuniec
  - Wybór dzieł, Ratusz Staromiejski, Praga
- 1983 – Rzeźby i rysunki, Galeria Wschodnioczeska w Pardubicach, Pardubice
- 1985 – Rzeźby i rysunki, Muzeum Okręgowe Przybram, Przybram
- 1992–1993 – Zwierzę (Rzeźby i rysunki), Galeria Pallas, Praga
- 2012 – Posągi zwierząt, Pałac Trojski, Praga

#### wystawy zbiorowe (wybór)
- 1989 – Czeskie rzeźbiarstwo 1948/88, Ołomuniec
- 2004 – Galeria Czeskiej Rzeźby, Praga
- 2005 – Art Prague, Praga
- 2006 – Art Prague, Praga

## Galeria

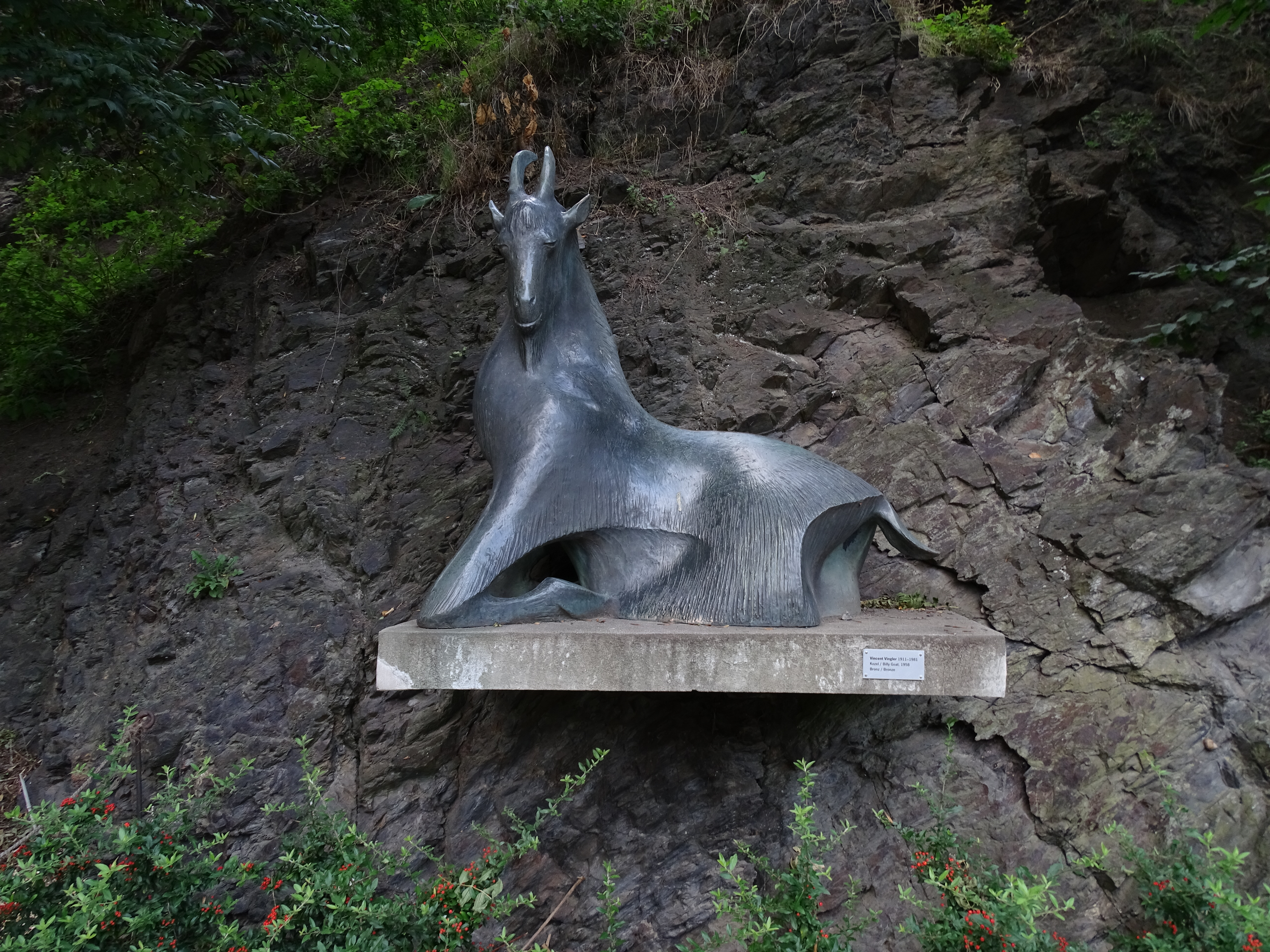
Koziorożec w praskim zoo
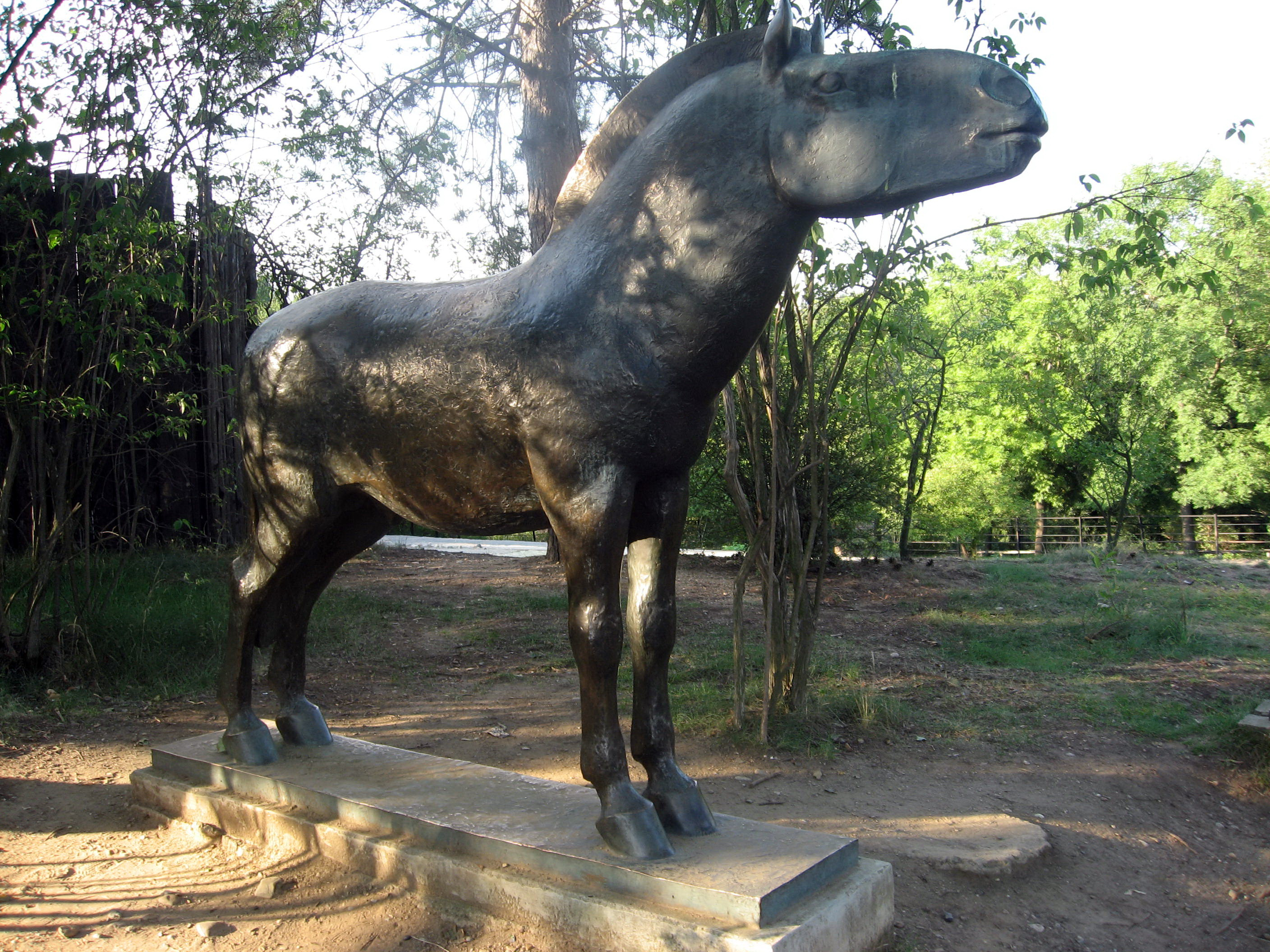
Koń przewalskiego w praskim zoo
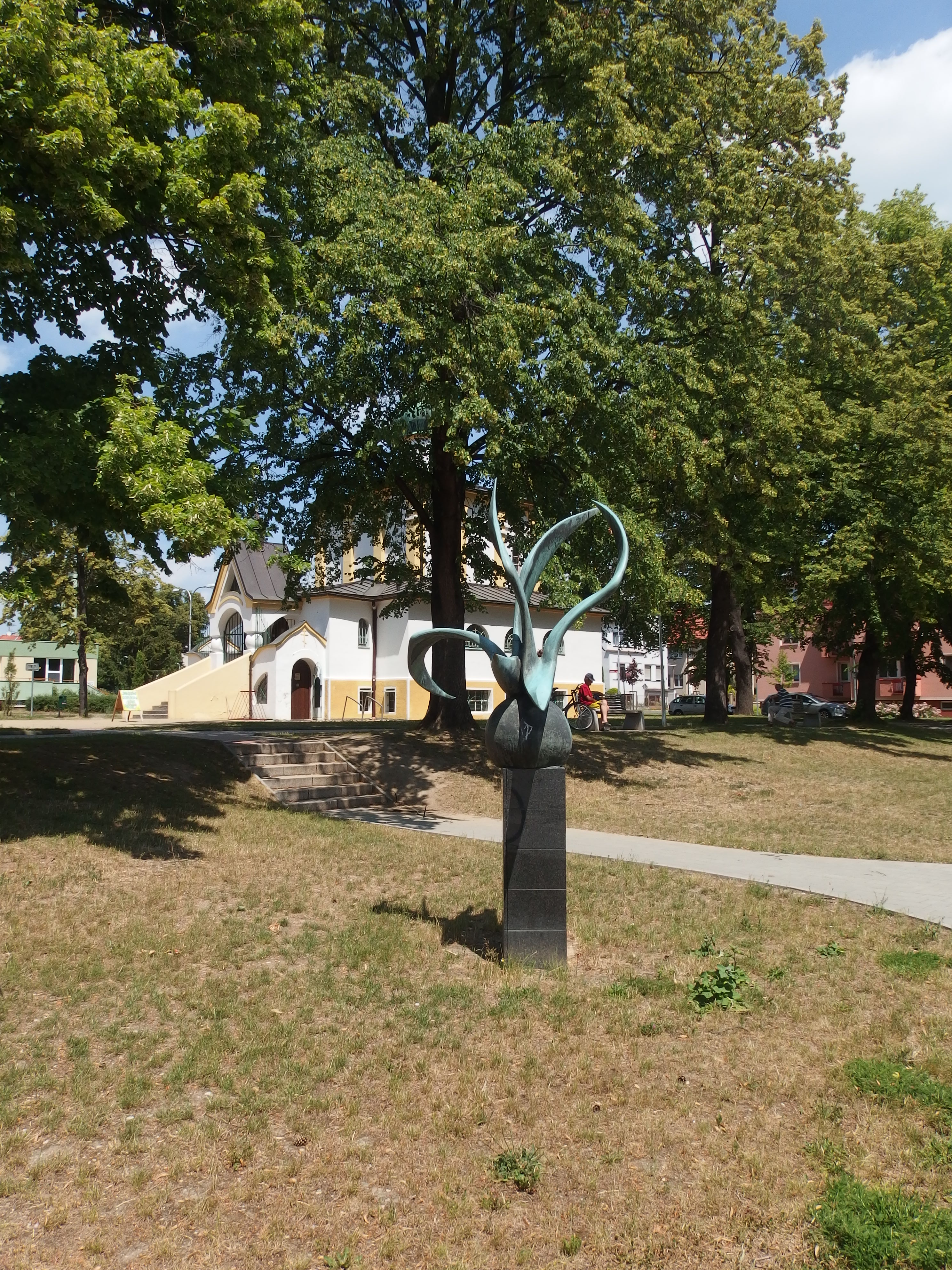
Ptáci, Slovanské náměstí w Kromierzyżu
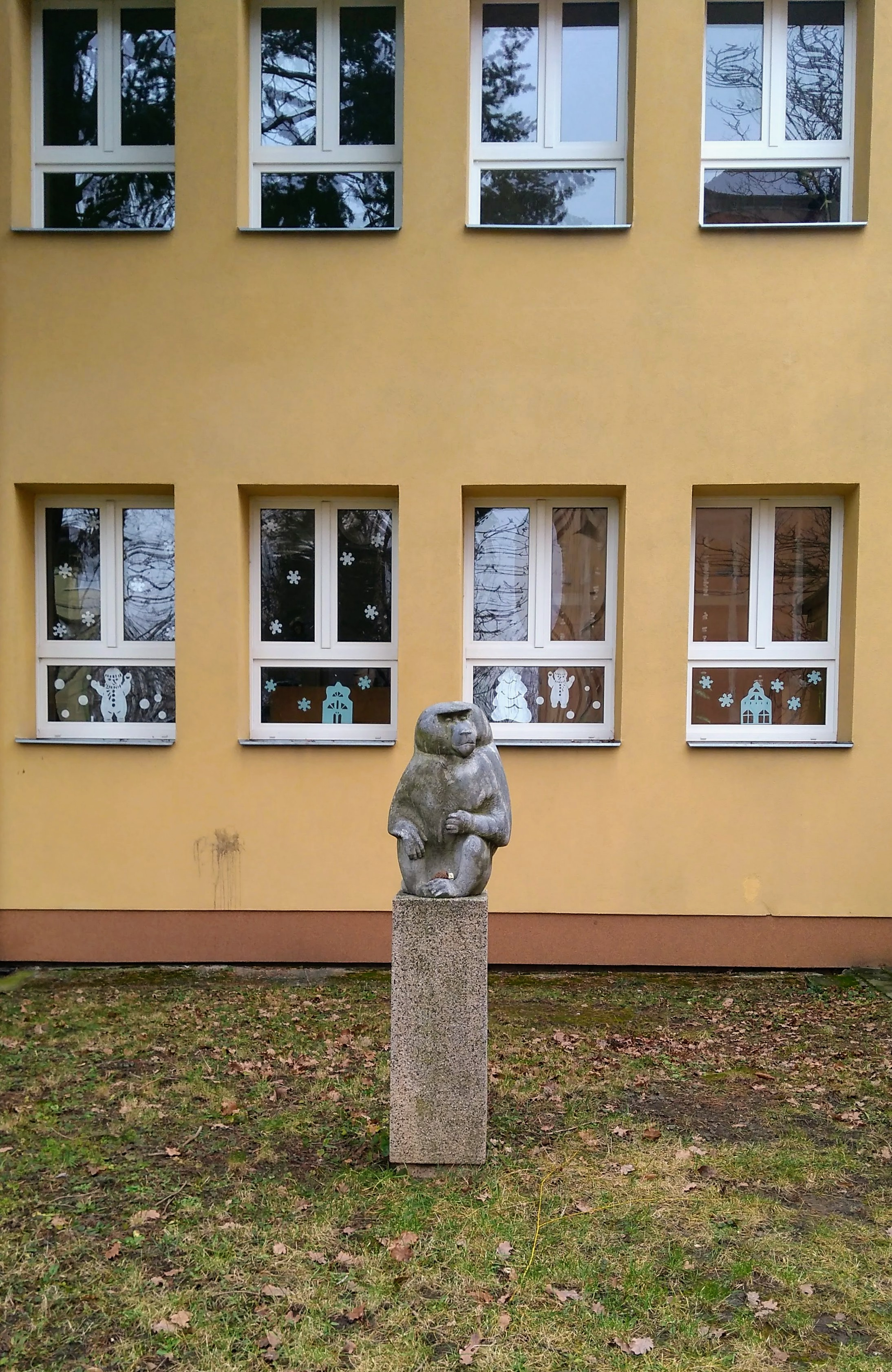
Opice, przed przedszkolem na osiedlu Słowian, Kromierzyż
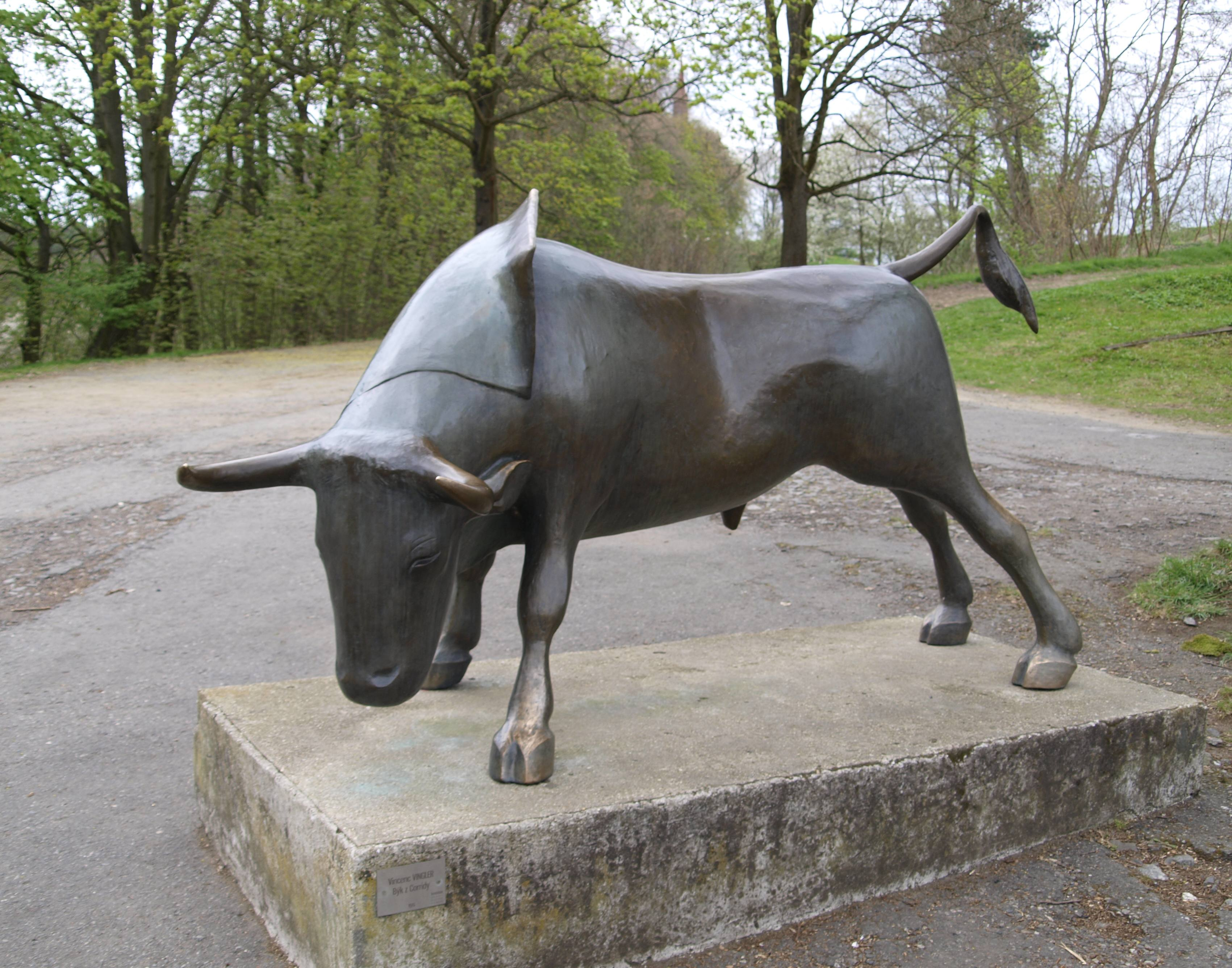
Býk z corridy (1977), brąz, Galeria Klenová, przed spichlerzem
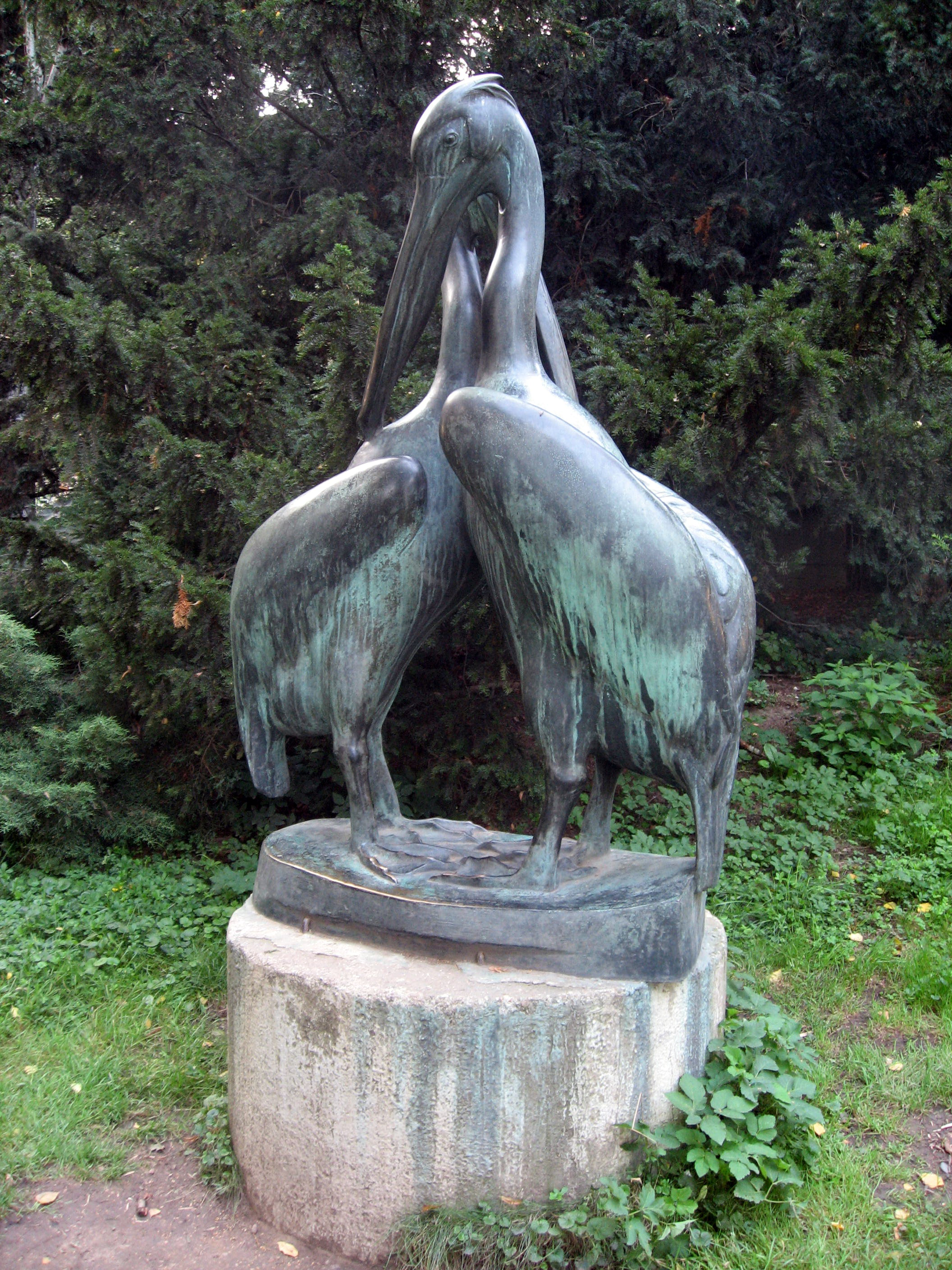
Pelikany w praskim zoo